# Воскресёнки (городской округ Истра)
Воскресёнки — деревня в Костровском сельском поселении Истринского района Московской области. Население — 10 человек (2016), зарегистрировано 3 садовых товарищества.
Находится примерно в 12 км на юго-запад от Истры, на правом берегу реки Малой Истры, высота над уровнем моря 197 м. Ближайшие деревни — Пирогово и Сорокино, на том же берегу реки.

## Население
| 1859 | 1890 | 1899 | 1926 | 2002 | 2006 | 2010 |
| ---- | ---- | ---- | ---- | ---- | ---- | ---- |
| 238  | ↗316 | ↗360 | ↘353 | ↘13  | ↘1   | ↗5   |
| 2016 |      |      |      |      |      |      |
| ↗10  |      |      |      |      |      |      |